# Hatırla Gönül
Hatırla Gönül es una serie de televisión turca de 2015, producida por Most Production y emitida por Star TV.

## Trama
Gönül se crio en un orfanato, pero con mucho esfuerzo se transformó en una exitosa enfermera. En el trabajo conoce y se enamora de Tekin, un médico cirujano con un traumático pasado. Cuando la exnovia de Tekin es encontrada muerta después de advertirle a Gönül sobre su futuro esposo, la enfermera empieza a entender que Tekin es un hombre muy peligroso. En medio de esta difícil situación conocerá a Yusuf, un hombre que se siente atraído por Gönül desde el primer momento que la ve.

## Reparto
- Gökçe Bahadır como Gönül Çelik.
- Engin Öztürk como Yusuf.
- Onur Saylak como Tekin.
- Selen Öztürk como Figen.
- Sezin Akbaşoğulları como Selma.
- Cahit Gök como Hilmi Yavuzcan.
- Turgay Kantürk como Mazhar.
- Lila Gürmen como Hatice Yener.
- Macit Koper como Ensar Özkara.
- Ali İpin como Kürşat Büyükşahin.
- Perihan Ünlücan como Şermin Büyükşahin.
- Özcan Tekdemir como Özlem.
- Tuğrul Tülek como Ali.
- Biğkem Karavus como Neşe.
- Ezgi Tombul como Aylin Özbey.
- Berrin Şeker Civil como Lale.
- Süleyman Felek como Mahmut.
- Nedim Suri como Rıdvan.
- Hülya Şen como Mehtap.
- Kaya Akkaya como Alper.
- İrem Kahyaoğlu como Aysel.
- Sevilay Şimşek como İlknur Ayan.